# Вендаргон, Доминик
Доминик Вендаргон (Dominic Vendargon; 29 августа 1909 год, Нарантханай, Малайзия — 3 августа 2005 год, Куала-Лумпур, Малайзия) — католический прелат, первый епископ и архиепископ Куала-Лумпура с 25 февраля 1955 года по 2 июля 1983 года.

## Биография
Родился 29 августа 1909 года в селении Нарантханай. 8 декабря 1934 года был рукоположён в священники для служения в архиепархии Малакки-Сингапура.
25 февраля 1955 года Римский папа Пий XII учредил епархию Куала-Лумпура и назначил Доминика Вендаргона её первым епископом. 21 августа 1955 года состоялось его рукоположение в епископы, которое совершил архиепископ Малакки-Сингапура Мишель Олькоменди в сослужении с титулярным епископом Полистилуса и апостольским викарием Бангкока Луи-Огюстом Шореном и епископом Иньчуаня Шарлем Йозефом ван Мелькебеке.
Участвовал в работе Второго Ватиканского собора.
18 декабря 1972 года Римский папа Павел VI возвёл епархию Куала-Лумпура в ранг архиепархии и Доминик Вендаргон стал её первым архиепископом.
2 июля 1983 года подал в отставку. Скончался 3 августа 2005 года в Куала-Лумпуре.